# Саипов, Алишер
Алишер Саипов (узб. Alisher Soipov, 4 сентября 1981, Киргизская ССР — 24 октября 2007, Ош) — журналист Кыргызстана узбекского происхождения.
Был главным редактором узбекской газеты «Сиесат», выпускаемой в Кыргызстане и публикующей статьи о нарушении прав человека в Узбекистане, а также критику действовавшего президента Ислама Каримова. Также работал корреспондентом «Радио «Свобода»» и «Голоса Америки». Неоднократно писал о пытках в узбекских тюрьмах, подавлении инакомыслия и росте исламского радикализма.
По данным Комитета НПО по защите журналистов (CPJ), Саипов стал объектом нападений в контролируемых государством узбекских СМИ за месяц до своей смерти и заявил, что за ним следили агенты узбекских силовиков.
24 октября 2007 года Саипов был застрелен кем-то в упор возле своего офиса в Оше. У него остались жена и трехмесячная дочь. Amnesty International призвала власти Кыргызстана лучше защищать журналистов и провести расследование убийства Саипова «тщательно, беспристрастно и в соответствии с международной практикой».
В 2007 и 2008 годах кыргызские следователи заявили, что расследуют утверждения о возможной причастности к убийству сотрудников узбекских служб безопасности. Международная кризисная группа, неправительственная организация, заявила, что существуют «веские признаки» того, что ответственность за это несут узбекские агенты.
В апреле 2009 года власти объявили, что арестовали за убийство бывшего сотрудника полиции Абдуфарита Расулова и нашли орудие убийства. Однако судья Ошского городского суда постановил, что доказательств для судебного разбирательства недостаточно. Прокуроры подали апелляцию, и судья был заменен. 9 декабря 2009 года Верховный суд Кыргызстана постановил, что уголовное преследование подозреваемого Абдуфарита Расулова, бывшего милиционера, может быть продолжено после апелляции отца Алишера Саипова Аваза Саипова, который назвал дело «фиктивным». Как сообщает Uznews, Расулов отрицал свою причастность к убийству и заявил, что его избивали полицейские. Представитель КЗЖ заявил, что «отказ начать новое расследование убийства Алишера Саипова только усиливает впечатление, что власти Кыргызстана озабочены не столько правосудием, сколько закрытием дипломатически затруднительного дела». Радио «Свободная Европа» было критически настроено. в решении, в котором говорится о том, что неразбериха и противоречия вокруг расследования обеспечили де-факто безнаказанность убийц Саипова и поднимают вопросы о приверженности правительства Кыргызстана раскрытию дела. В 2010 году Расулов был признан виновным и приговорен к двадцати годам лишения свободы.
25 октября 2012 года заместитель министра внутренних дел Кыргызстана Мелис Турганбаев заявил, что началось новое расследование убийства.